# A Bradford City AFC története

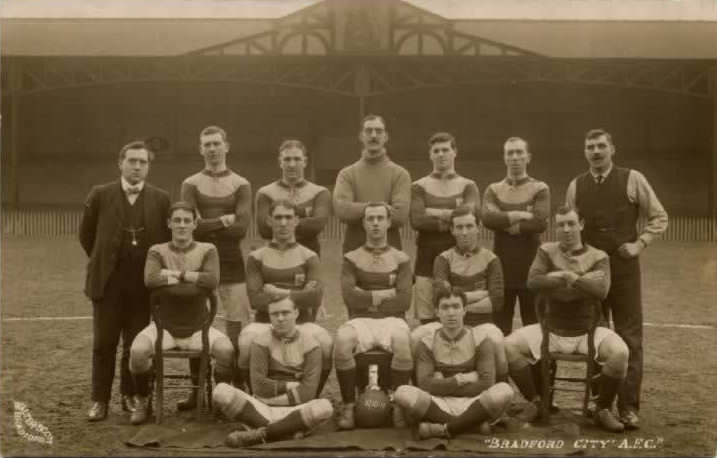
Az 1911-es FA-kupa győztes Bradford City

A Bradford City Association Football Club (röviden: Bradford City AFC vagy Bradford City) egy angol labdarúgócsapat, melyet 1903-ban alapítottak Bradfordban, azzal a céllal, hogy népszerűsítsék a labdarúgást West Riding of Yorkshire területén, ahol akkoriban a ligarögbi volt a meghatározó sport. Mielőtt a csapat lejátszotta volna első mérkőzését, beválasztották a másodosztályba a Doncaster Rovers helyett, majd átvette a Valley Parade stadiont, amely azóta is az otthona. 1908-ban a másodosztály bajnokai lettek, 1911-ben pedig elnyerték az FA-kupát, mindkettőt Peter O’Rourke menedzser irányításával. Az 1921–1922-es szezonban kiestek az első osztályból.
Öt idény elteltével ismét alacsonyabb osztályba kerültek, ám miután  O’Rourke-ot az 1928–1929-es idény kezdete előtt újra kinevezték vezetőedzőnek, több klubrekordot megdöntve kerültek újra vissza a másodosztályba. Nyolc szezon után ismét visszaestek a harmadosztályba, és egészen az 1985–1986-os bajnokság kezdetéig a harmadik és negyedik osztályokban játszottak. Ezidőtájt több pénzügyi nehézségen is átestek, továbbá 1985-ben a stadionban történt tűzeset során 56 ember vesztette életét, azon a napon, amikor a klub és szurkolói a másodosztályba való feljutást ünnepelték.
1987–1988-ban közel álltak ahhoz, hogy visszatérjenek a legfelső osztályba, az utolsó fordulóban azonban nem sikerült kiharcolniuk az előlépést. A harmadik osztályba történő visszaesés után, miután 1994 januárjában Geoffrey Richmond lett a klubelnök, a vagyonuk jelentősen gyarapodott. Segítségével először léptek pályára a Wembley Stadionban, valamint a Premier League-be is kvalifikálták magukat, ahol két évadot töltöttek. Richmond „hat hetes őrülete” és az ITV Digital összeomlását követően csődbe mentek. Ezek után újabb anyagi károkat szenvedtek el, egészen a negyedosztályig estek vissza, az újabb előrelépésre egészen a 2012–2013-as évadig kellett várni. 2013 januárjában az első csapat voltak a negyedik ligás gárdák közül 1962 után, amely bejutott a Ligakupa-döntőbe, és a negyedik ilyen klub, amely a Wembley Stadionban játszott finálét.

## A korai sikerek (1903–1919)

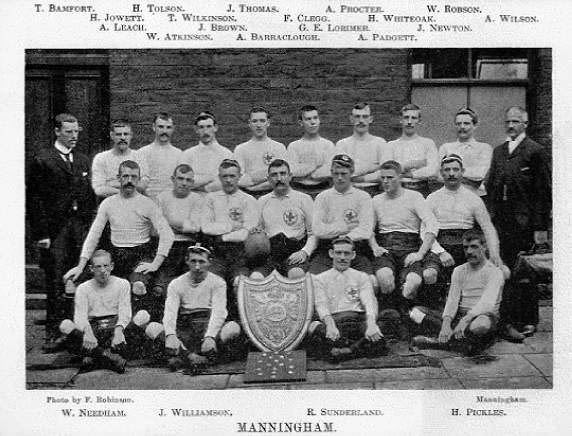
A Manningham FC, a világ első rögbibajnok csapata 1896-ban, melyből később alakult meg a Bradford City AFC

West Riding of Yorkshire-ben a labdarúgó ligát 1894-ben hozták létre, mikor megalakult a West Yorkshire Liga. Egy évvel később a Bradfordi Labdarúgó- és Atlétikai Iskola szövetsége elhagyta rögbis gyökereit és elfogadta a labdarúgószabályzatot. Bradfordban több klub, köztük a Bradford Park Avenue is elfogadta ezt a kódexet a 19. század utolsó éveiben. 1901-re a Bradford City nevű csapat a városi ligában játszott két évadot, majd az 1902–1903-as szezon végén feloszlott. 1903. január 30-án a skót James Whyte, a Bradford Observer alszerkesztője találkozott James Brunttal, az Angol labdarúgó-szövetség egyik képviselőjével a Valley Parade-on, a Manningham Football Club otthonában, hogy megvitassák egy Football League csapat megalapítását a városban. A Manningham FC rögbicsapatként alakult 1880-ban, és 1895-ben a Northern Rugby Football Union alapító tagja lett. 1903. május 29-én, a Manningham FC 23. éves ülésén a bizottság úgy döntött, hogy elhagyja a rögbi kódexet, és átáll az egyesületi labdarúgásra. A Football League esélyesnek látta, hogy bemutassa a csapatot olyan területen, ahol a rögbi az uralkodó sportág, így a Bradford City névre keresztelt klubot összesen 30 szavazattal megválasztotta a bajnokságba a Doncaster Rovers helyére.
A Bradford City a megye első futballklubja volt; korábban nem voltak csapatok és nem játszottak mérkőzéseket. Rajtuk kívül a Chelsea az egyetlen klub, amely úgy csatlakozott a bajnoksághoz, hogy nem mérkőzött meg egyetlen gárdával sem. Az új egylet finanszírozására egy nyári íjászversenyt is rendeztek, melyből a bevételt a rögbiegyesület kapta meg. A Bradford City átvette a Manningham színeit, a bordót és a borostyánt, csak a rajta lévő karikát változtatták csíkokra.
Robert Campbellt egy 13 fős albizottság nevezte ki a klub első vezetőjévé és menedzserévé, egy 30 jelentkezőből álló listából. A titkársági feladatokat a bizottsági tag, Whyte látta el, Campbell szerepe inkább a meccsekre hárult. A bizottság összeállított egy csapatot 917 font és 10 shilling fejében. Az első találkozójuk 2:0-s vereséggel zárult idegenben a Grimsby Town ellen, 1903. szeptember 1-jén, az első hazai mérkőzésüket hat nappal később a Gainsborough Trinity ellen játszották 11 000 néző, közöttük a főpolgármester és a város polgármesterasszonya előtt. Első győzelmüket mindössze a harmadik összecsapásukon jegyezték a Burton United ellen, ekkor a másodosztályban a 10. pozíciót foglalták el. Továbbá azzal is szembe kellett nézniük, hogy a második évadban az újraválasztásukra kell pályázniuk, miközben az utolsó hat mérkőzésen elért öt győzelmük a nyolcadik pozícióba juttatta őket. 1905 novemberében Peter O’Rourke-ot nevezték ki vezetőedzőnek, akinek az utolsó mérkőzése játékosként a következő hónapban volt esedékes. A csapatot először a 11., majd az ötödik helyre vezette, aztán 1907–1908-ban az első osztályba jutottak fel vezetésével. Az idény a Chesterfield elleni 8:1-es kiütéssel kezdődött, és további hat győzelem is a számlájukra volt írható, amikor öt vagy több gólt szereztek a feljutás előtt, majd a bajnoki címüket áprilisban a Derby County, illetve a Burnley elleni sikerrel biztosították be.

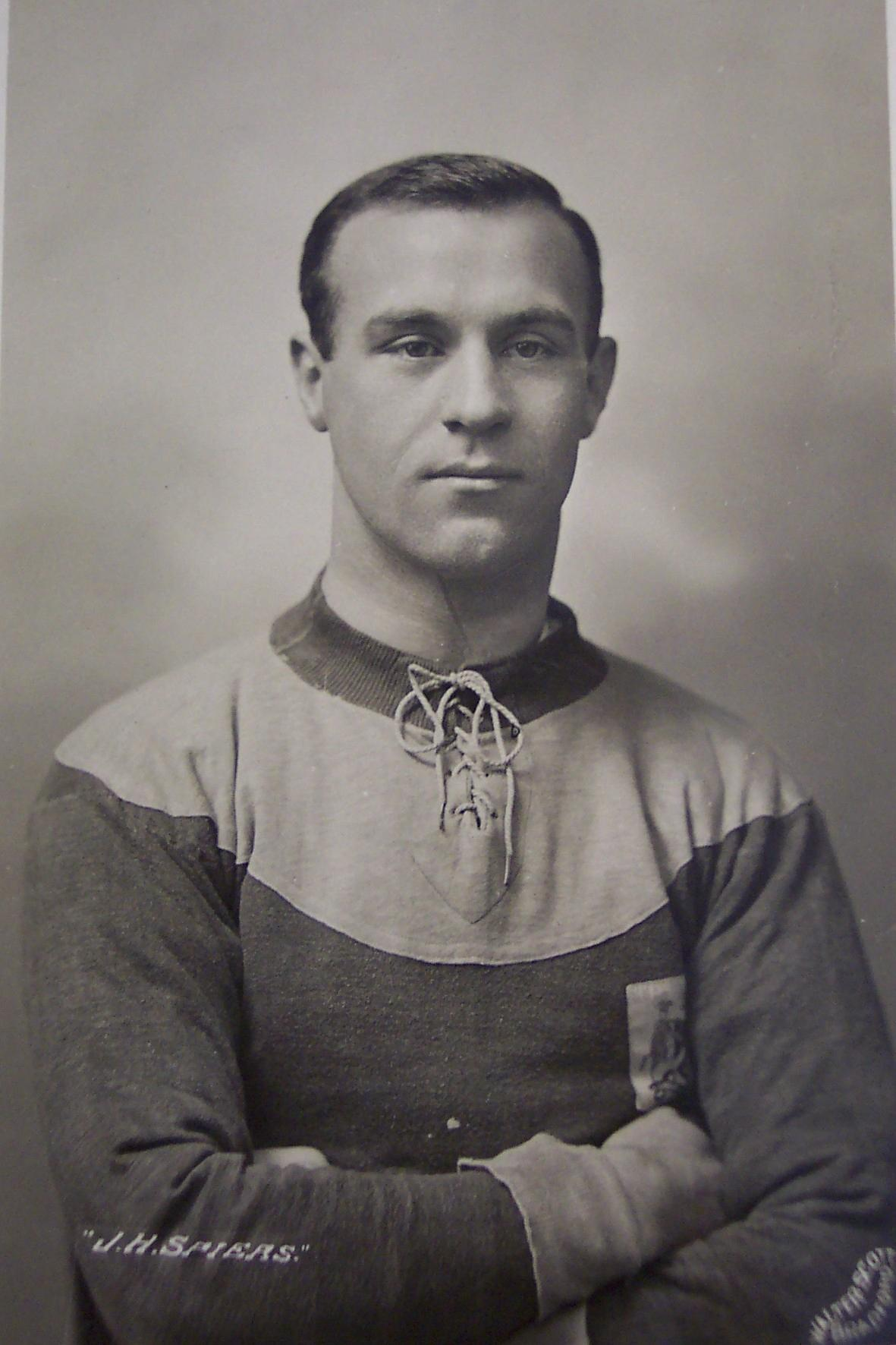
Az 1911-es FA-kupa döntő során a győztes gólt szerző Jimmy Speirs

A legelső első osztályban töltött évük előtt megkezdték a felkészülést a bajnokságra, a német Aachen és a belga Verviétois elleni győzelmek ellenére az első bajnoki nyertes meccs csak az ötödik próbálkozásra, a Bury 4:1-es legyőzésével született meg. Ez volt az egyetlen sikerük az első 14 találkozón. Az eredmények a szezon második felében javultak, a Manchester United elleni 1:0-s sikerrel, Frank O’Rourke találatával elérték, hogy ne essenek ki a másodosztályba. A következő idényben tízmeccses veretlenségi sorozat következett, a hetedik pozícióban végeztek a pontvadászatban, az 1910–1911-es szezonban szintén javulás volt tapasztalható, ez az évad volt a legsikeresebb a történetükben, az első ligában ugyanis az ötödik helyen végeztek, míg az FA-kupa döntőjében a Newcastle Unitedet 1:0-ra győzték le. Ez a trófea a mai napig az egyetlen jelentős sikerük. Az első és harmadik fordulóban mindkét győzelmet Dicky Bond egyetlen góljával érték el, de ő a bajnokság utolsó négy fordulóját eltiltása miatt kihagyta, az első közülük a Burnley elleni 1:0-s vereség volt 39 146 szurkoló előtt, mely nézőszám továbbra is a Valley Parade legnagyobb látogattsága. A kupasorozatban legnagyobb győzelmüket a Blackburn Rovers elleni 3:0-s sikerrel produkálták. A szurkolókat 11 vonat vitte a londoni döntőre. A Newcastle United elleni meccs a Crystal Palace otthonában gól nélküli döntetlennel zárult, határozottan unalmas és eseménytelen mérkőzésnek titulálták. Az eredmény azt jelentette, hogy a találkozót újra kell játszani. Négy nappal később, 1911. április 26-án került megrendezésre a manchesteri Old Traffordon, mely során Jimmy Speirs egyetlen gólja a 15. percben győzelmet jelentett számukra. Egy olyan trófeának voltak a nyertesei, melyet a bradfordi ékszerészet, a Fattorini's készített.
Az FA-kupában a címvédés a negyedik fordulóban elszállt a Barnsley ellen, a csapat végül tőlük örökölte meg a serleget. A 3:2-es vereség Sheffieldben, a Bramall Lane-en két döntetlen után 11 gól nélküli találkozónak vetett véget az FA-kupában, ami rekordnak számít. A sorozat egy 12. összecsapást is tartalmazott a Barnsley elleni visszavágón, melyet a sokaság tiltakozása miatt hagytak el. A kupamenetelésbe beletartozott az első Bradford-derbi a városi rivális Park Avenue ellen. A bajnokságban a 11. helyen zártak, négyszer egymás után a középmezőnyben, mielőtt az ország bajnoki kiírását az első világháború miatt felfüggesztették. Az FA-kupa hőse, Speirs, aki a Leeds City-hez igazolt, egyike volt azon labdarúgóknak, akik életüket vesztették a háború során. A játékosok közül meghalt a szintén kupagyőztes Bob Torrance és Evelyn Lintott, valamint több utánpótlásjátékos is. Frank Buckley és Jock Ewart súlyosan megsebesült, Dicky Bond pedig hadifogságba esett. 1921-ben Bond koszorút helyezett el egy kenotáfiumon az elesett csapattársai emlékére az Arsenal elleni mérkőzés előtt.

## A két háború közötti évek (1919–1938)

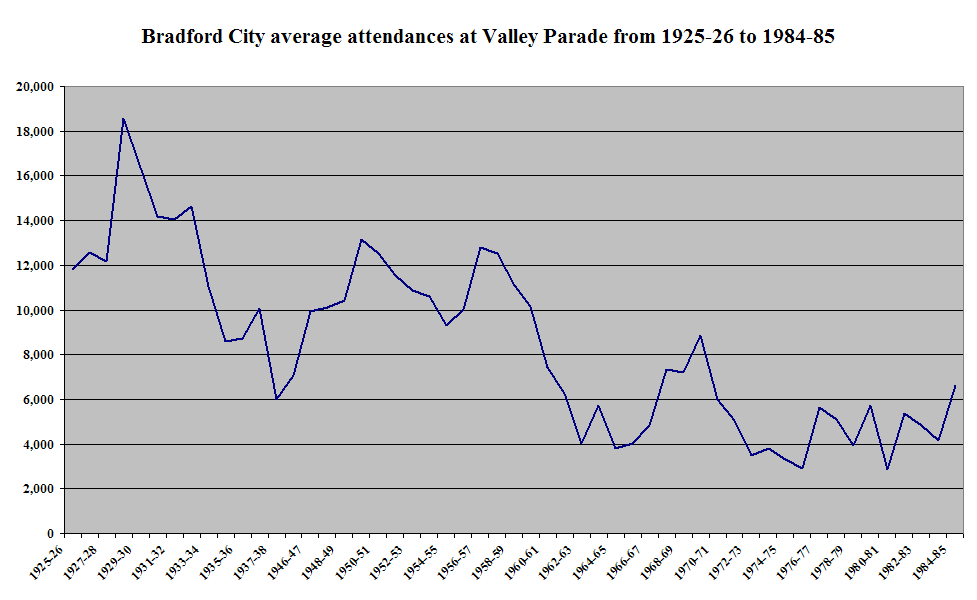
A Valley Parade látogatottsága 1928–1929-ben volt a legmagasabb a második világháborúig, majd az 1985-ben történő stadiontűzig ingadozott

Az 1919–1920-as szezonban több újonc csapat vett részt az újrainduló bajnokságban. A Bradford City 15. helye a pontvadászatban a legalacsonyabb volt az első osztályban lévő első idényüket követően. Az FA-kupa negyedik fordulójában a Bristol City ellen elszenvedett vereségért a Fry's csokoládégyárat tették felelőssé. A következő évadban a bajnoki pozíciójuk szintén a 15. volt. Tíz szezont követően újra a másodosztályban szerepeltek, mivel az 1921–1922-es kiírás utolsó öt meccsét elvesztették, ezek után 77 év után kerültek fel újra a legfelső osztályba.
Miután 1921-ben O’Rourke fia halálát követően távozott a vezetőedzői székből, a másodosztályban is szenvedtek. 1922-ben a Bradford Park Avenue-vel karöltve kiestek, és több nyugat-yorkshire-i klub feljutásával, mint a Huddersfield Town, Bradfordban a szurkolók száma csökkent. Az átlagos látogatottságuk az 1920–1921-es rekordmagasságról, 22 585-ről 12 000-re és 14 000-re csökkent a második ligában. Öt egymást követő idény után, ahol a tabella alsó hányadában végeztek, kiestek a harmadosztály északi bajnokságába, az utolsó fordulóban ugyanis 8:0-s vereséget szenvedtek a Manchester City-től. Az új tréner, Colin Veitch az első évében nem tudta kiharcolni az osztálylépést, a hatodik helyen zárták a szezont. A játékosokat sem tudták kifizetni, a bank ugyanis nem tudott több pénzt előlegezni a folyószámlahitelük miatt. A szurkolók adománya nélkül nem tudtak volna elindulni a következő év bajnokságában. Új igazgatóságot neveztek ki, Peter O’Rourke pedig megkapta a vezetőedzői posztot. Az 1928–1929-es idény rekordgyőzelemmel, 11:1-es kiütéssel kezdődött a Rotherham United ellen. A 128 szerzett góljukkal klubcsúcsot állítottak fel, azonban a feljutást mindössze egy ponttal tudták elérni. A sikerek a szurkolókat is visszacsábították a lelátóra, a 18 551-es átlagnézőszám 1925 után a legmagasabb volt a Football League nyilvántartása szerint.
1930 májusában O’Rourke másodjára távozott, mert egy általa szerződtetni kívánt játékos leigazolását nem engedélyezték számára. A gárda nyolc évadot volt a másodosztályban, a feljutás az 1933–1934-es bajnokságban volt a legközelebb, ekkor egy ponttal maradtak le attól, hogy az első osztály tagjai legyenek. A hatodik helyezésük a legmagasabb volt, ezt csak az 1980-as években tudták felülmúlni. 1936–1937-ben visszakerültek a harmadik liga északi kiírásába, egy évvel később pedig a harmadosztály kupájának döntőjébe jutottak, majd a bajnokságot is megnyerték, mielőtt a labdarúgótornákat újra felfüggesztették a második világháború miatt.

## Alacsonyabb osztályokban (1946–1981)
Az új tréner, Jack Barker mindössze nyolc hónapig menedzselte a gárdát, majd helyét 1946-ban a bajnokság újraindulásával a Leeds United korábbi játékosa, Jack Milburn vette át. Első idényében az ötödik helyre vezette a csapatot a pontvadászatban, majd még egy szezont követően távozott. Mivel minden évadban egy klub jutott fel az északi divízióból a másodosztályba, egészen a bajnokság átszervezéséig, 1958–1959-ig ebben a ligában maradtak, majd bekerültek a Football League harmadosztályába, miután 20 évet követően a harmadik helyezést érték el. Nyolc évvel az 1946-ban történt Burnden Park-katasztrófát követően a stadion Midland Road lelátójának egy részét bezárták, majd 1960-ban alapos vizsgálatok után a teljes egészét is, így csak három lelátó üzemelt. Alig három esztendő múlva kiestek a harmadik divízióból 1960–1961-ben a negyedikbe, bár abban a szezonban legyőzték a Ligakupában a Manchester Unitedet. A United, mint sok más élvonalbeli klub, csak hat évvel később indult újra ebben a kiírásban.
Annak ellenére, hogy 1961. december 30-án 9:1-es vereséget szenvedtek a Colchester Unitedtől, az 1961–1962-es bajnokságban az ötödikek lettek, köszönhetően David Layne 34 góljának – ami az egy szezonban lőtt gólok tekintetében klubrekord –, de egy ponttal lemaradtak az osztálylépéstől. Layne a Sheffield Wednesday-hez távozott, a következő idényben pedig a 23. helyen végeztek a tabellán, ami azt jelentette, hogy részt kellett venniük rájátszáson a bentmaradásért. 1966-ban az igazgatóság 2,74 méterrel (3 yarddal) közelebb helyezte a főlelátót (Main Stand) a pályához, ezzel elég helyet szolgáltattak ahhoz, hogy egy új, biztonságos területen bővítsék a Midland Roadot, és megnyissák mind a négy lelátót 1960 után. A látogatottság azonban továbbra is csökkent, 1966. május 12-én negatív rekordot döntött meg a mindössze 1353 nézővel a Wrexham ellen. Ez arra késztette Stafford Heginbotham elnököt, hogy gyűlést tartson a válságról Bradford Szent György-termében, célja ezzel újabb bevételek gyűjtése volt, hogy ez által megőrizze a klub fennállását. Az ingadozó formájukat folytatták a mérkőzéseken, egy újabb rájátszással és két, az alsó hányadban végződő idénnyel, mielőtt 1968–1969-ben ismét rájátszásban küzdhettek meg a feljutásért. Az előző szezonban három trénerük is volt, a Willie Watsont helyettesítő Grenville Hair alig két hónapot volt a vezetőedzőjük, miután egy edzés végén összeesett és meghalt.
A feljutáshoz a harmadik ligába a csatár, Bobby Ham 18 gólja járult hozzá nagyrészt, aki a következő évadban ismét gólkirályi címet szerzett. A helyzetük a harmadosztályban ugyanakkor rövid életű volt. Ham és a bradfordi születésű csatár, Bruce Bannister, akik hét idény alatt 60 gólt szereztek, mindketten távoztak, 1971–1972-ben pedig emiatt a legalsó osztályba estek vissza. A harmadik vonalban figyelemre méltó volt Ces Podd debütálása, aki 14 év alatt 502 bajnoki mérkőzést játszott a klubban. Öt szezont töltöttek zsinórban a negyedik vonalban. Az 1975–1976-os idényben, több mint 50 év elteltével az FA-kupában a legjobb eredményüket produkálták, miután legyőzték a Norwich City-t, a negyeddöntőben viszont kikaptak 1–0-ra a későbbi győztes Southamptontól. Egy évvel később a dominikai csatár, Joe Cooke, Terry Dolan és Don Hutchins 40 góljával segítette a feljutásukat, amikor a negyedik helyen végeztek. Az igazgatóság a következő szezonban nem tudta megerősíteni a csapatot, melynek eredményeként újra a negyedosztályba tértek vissza. Az új menedzser, George Mulhall irányítása alatt három idényben a középmezőnyben végeztek, egy késői javulásnak köszönhetően ugyanakkor 1979–1980-ban majdnem osztályt léptek.

## A „Baromfi progresszivizmus” (1981–1990)

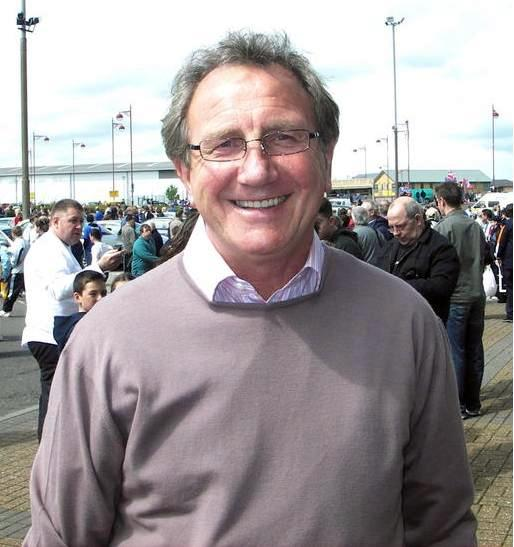
Roy McFarland az 1981–1982-es évadban feljutáshoz segítette a City-t játékos menedzserként, mielőtt törvénytelenül a Derby County-hoz szerződött

1981-ben a volt angol válogatott hátvéd, Roy McFarland lett az új edzőjük. Miután az 1981–1982-es idényt vereséggel és döntetlennel kezdte, kilenc egymást követő bajnoki győzelemmel a tabella élére kerültek, ami 30 éves klubrekordnak felel meg. A szériának a Sheffield United ellen vége szakadt 13 711 néző előtt a Valley Parade-on, mely során a bevétel klubcsúcsot jelentő 17 938 font volt. A nagyon hideg időjárási viszonyok Nagy-Britanniában azt jelentették, hogy a decemberi hónap folyamán csak egy mérkőzést kellett játszaniuk, januárban pedig visszatértek a negyedik divízió élére. Végül másodikok lettek, öt ponttal lemaradva a Sheffield Unitedtől, így feljutottak a harmadik ligába. Három hónappal a következő szezon után McFarland és asszisztense, Mick Jones benyújtotta lemondását, és a Derby County-hoz távozott. A Derby-nek nagy bírságot kellett fizetnie számukra a páros törvénytelen szerződtetése miatt. Bob Martin klubelnök egy másik angol egykori középhátvédet, Trevor Cherry-t szerződtette McFarland helyére, akit a nyugat-yorkshire-i riválistól, a Leeds Unitedtől hívott el. Cherry és segítője, Terry Yorath McFarland azon sikeres időszakának kezdetére lépett, melyet később „Baromfi progresszivizmus”-ként emlegettek a The City Gent szurkolótábor tagjai. Annak ellenére, hogy első győzelmükre két hónapot kellett várni, a duó a 12. pozícióba vezette őket.

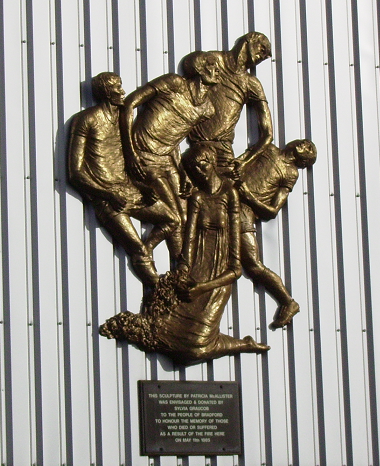
Emlékmű, melyet a klub új főlelátóján állítottak fel az 1985-ös stadiontűz áldozatainak

Ismét pénzügyi nehézségek adódtak, így 1983 júniusában Martin felhívta a befektetőket, akiknek eladta a csapatot. Július 24-én elindították a Save Bradford City Alapítványt, melynek eredményeként a korábbi elnök, Stafford Heginbotham és a korábbi igazgatósági tag, Jack Tordoff megvásárolta a klubot és új igazgatóságot hozott létre, lehetővé téve a következő idényben való indulásukat. A középcsatárt, Bobby Campbellt eladták a Derby County-nak, hogy egyensúlyba hozzák a költségvetést, helyére John Hawley-t igazolták. A pályán azonban küszködtek, az első 15 meccsükből csak egyet nyertek meg, így a kiesőzónába kerültek. Campbell négy hónap alatt mindössze 11 mérkőzést játszott a Derby-nél, így kezdetben még csak kölcsönjátékosként tért vissza. Visszatérése a klubcsúcsot jelentő tíz egymást követő bajnoki győzelemmel esett egybe. Campbell kilenc, Hawley 22 góllal fejezte be a szezont, a csapat pedig a hetedik helyen, így lemaradtak a feljutástól.
A jó forma folytatódott a következő évadban, 1984 októberétől december közepéig 13 mérkőzéses nyeretlenségi sorozattal rukkoltak elő, amely idő alatt Campbell lett a legjobb góllövőjük, megdöntve Frank O’Rourke 70 éves csúcsát. A tabella élére léptek, és megtartva az előnyüket, februárig 11 ponttal vezették a bajnokságot. A feljutást áprilisban biztosították be, 1929 után szereztek újra bajnoki címet a Bolton Wanderers elleni 2–0-s győzelem után. A sikert beárnyékolta a Valley Parade főlelátójának kigyulladása a szezon utolsó, a Lincoln City ellen vívott meccsének 40. percében, 1985. május 11-én. Összesen 56 ember halt meg, emiatt közel 20 hónapig nem játszottak újabb mérkőzést a stadionban.
Ezek után az Elland Roadon, a Leeds Roadon és az Odsal Stadionban játszották hazai találkozóikat az 1985–1986-os szezonban, ahol a 13. helyen végeztek, ahogyan az 1986–1987-es kiírás első felében is. 1986-ban az ökölvívás napján tértek vissza a Valley Parade-ra a Derby County ellen, melyet 2,6 millió font értékben alakítottak át. Miután anyagi nehézségek léptek fel amiatt, hogy nem a saját stadionjukban játszottak, Cherry-t tíz nappal az arénába való visszatérés után elbocsátották. Terry Dolan lépett a vezetőedzői székbe, akivel a kiesés elől megmenekülve a 10. helyet szerezték meg, majd 54 év után vezető helyen álltak a másodosztályban. Az Ipswich Town elleni vereség után a negyedik helyen végeztek, a feljutás ugyanakkor elmaradt, miután elbukták a rájátszást a Middlesbrough ellen. A meghatározó játékosok, Stuart McCall és John Hendrie egy szezont még annak érdekében maradtak, hogy kiharcolják a feljutást az első osztályba. Miután távoztak, két évadon belül kiestek a harmadik ligába. 1988 januárjában Stafford Heginbotham egészségi állapota miatt lemondott a klubelnöki tisztségről.

## A Richmond-éra és a csőd (1990–)
A City három évadon át a tabella közepén végzett a harmadosztályban, majd az új második divízióban is, amikor a bajnokságokat átnevezték a Premier League megalakulását követően. 1994 januárjában Geoffrey Richmond vette át az elnöki széket. Törlesztette az adósságokat, a klubnak 2,3 millió fontot ajándékozott, és ígéretet tett, hogy öt éven belül az első osztályba vezeti őket. Elnöksége első évében hetedik helyen végeztek Frank Stapleton irányításával. Stapletont elbocsátották, helyére Lennie Lawrence érkezett. Lawrence első szezonjában csak a 14. helyet tudta elérni, mielőtt 1995 novemberében a Luton Townhoz távozott, helyére pedig segédje, Chris Kamara került.
Kamara a Hull City elleni győzelemmel az utolsó fordulóban bebiztosította a rájátszást érő helyet, az elődöntőben a Blackpoolt győzték le. A Notts County elleni döntő volt az első mérkőzésük a Wembley Stadionban. Des Hamilton és Mark Stallard góljai 2–0-s sikert jelentettek számukra, ezzel biztossá vált a feljutásuk a másodosztályba. Kamara 1996–1997-ben 42 játékost küldött pályára és a Queens Park Rangers ellen az utolsó játéknapon a 3–0-ra megnyert meccsen elkerülte a kiesést. 1998 januárjában menesztették, miután az FA-kupában vereséget szenvedett a Manchester Citytől. Richmond azt állította, hogy nem tisztességes irányba vitte a klubot, és ügyvezetőként Paul Jewellt nevezte ki, aki 1988 óta dolgozott a csapatnál gondnokként. 1998 májusában nevezték ki teljes megbízatással, Richmond többmilliós átcsoportosítással támogatta új posztját. Jewell támadókat igazolt, Lee Mills-t a Port Vale-től, Isaiah Rankint az Arsenaltól 1 millió, illetve 1,3 millió font értékben, és a Rangers korábbi trénerét, Stuart McCallt szerződtette a csapat élére. A gyenge kezdet ellenére 77 év után újra feljutottak a legfelső osztályba, mely az 1998–1999-es szezon utolsó összecsapásán, a Wolverhampton Wanderers ellen elért győzelemmel vált véglegessé.

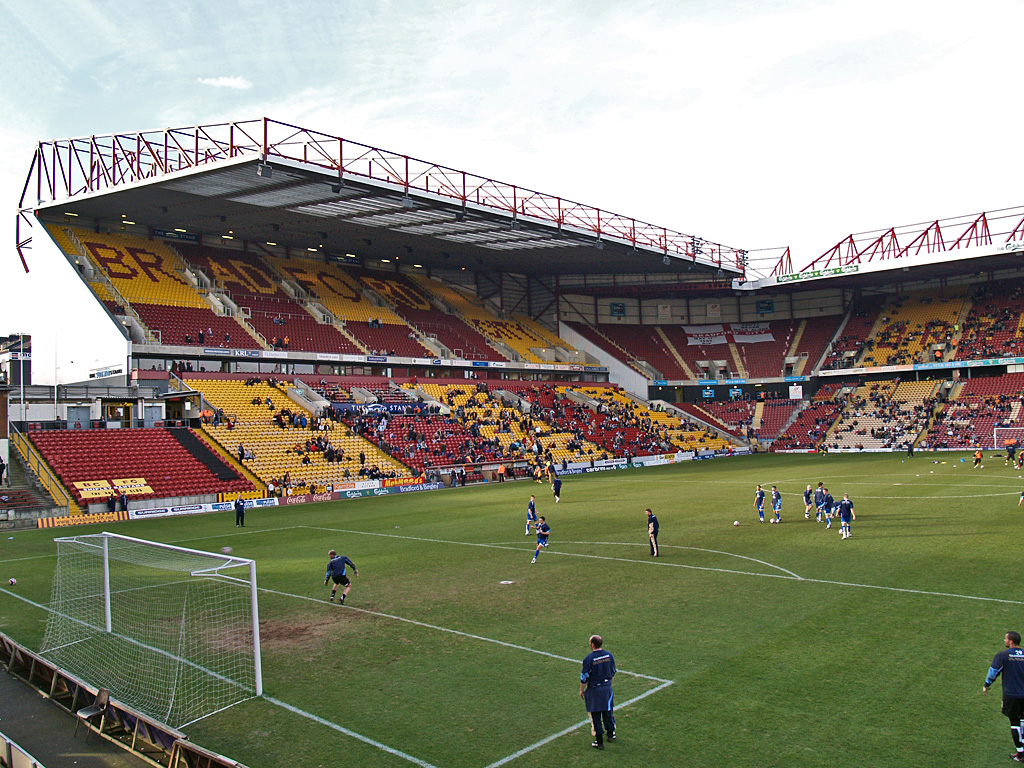
A 2001-ben átépített és megnyitott főlelátó a Bradford City stadionjában, a Valley Parade-on

Ez a siker azt jelentette, hogy Dean Windass, akit márciusban az Oxford Unitedtől igazoltak, idénybeli harmadik egymillió fontos játékosuk lett. Windass eredetileg 950 000 fontért írt alá, de az osztálylépés miatt további 50 000-et fizettek az Oxfordnak. Jewell átigazolási rekordot döntött azzal, hogy 1,4 millió fontot fizetett a Leeds Unitednek David Wetherall játékjogáért cserébe. Továbbá rutinosabb labdarúgókat is szerződtetett, köztük Neil Redfeamet és Dean Saunderst, emiatt a média a csapatot „Ükhadsereg”-nek nevezte. Amikor Saunders kései góljával legyőzték a Middlesbrough gárdáját 1–0-ra, kirívó gólöröme sok kritikát váltott ki. A szezon nyolcadik meccséig nem tudtak újabb mérkőzést nyerni, a Sky Sports szakértője, Rodney Marsh azt mondta, hogy kiesnek, de ha elkerülik ezt a sorsot, az otthoni meccsen leborotválja a haját. Kilenc hazai találkozó vereség, ugyanakkor győzelem nélkül reményt adott nekik, hogy az utolsó fordulóban ne essenek ki. Az 1–0-s győzelem a Liverpoollal szemben Wetherall góljával és a Wimbledon veresége azt jelentette, hogy rekord alacsony 36 ponttal végül bent maradtak.
Két hónappal bentmaradásuk után Jewell távozott a Sheffield Wednesday gárdájához, helyére asszisztense, Chris Hutchings került. Vezetésével bejutottak az Intertotó-kupa küzdelmeibe, így először adódott lehetőségük az európai kupaporondon megmérkőzni, ahol a Zenyit Szankt-Petyerburg ejtette ki őket az elődöntőben. Richmond több pénzt adott Hutchingsnek, mint Jewellnek, hogy költsön átigazolásokra, így klubrekordot jelentő 2,5 millió fontért igazolta le David Hopkint és 1,5 millióért Ashley Wardot, továbbá az olasz csatárt, Benito Carbone-t heti 40 ezres fizetésért cserébe. Richmond folytatta a stadion újbóli fejlesztését is, mindez 25 136 főre emelte a kapacitást, később az erre szánt kiadásait „hat hetes őrületnek” titulálta. A második Premier League szezonjukban folyamatos formahanyatlás volt jellemző, Hutchingsot a szezon kezdete után elbocsátották, mivel 12 bajnoki meccséből mindössze egy győzelmet tudott felmutatni. Az új menedzser, Jim Jefferies irányításával sem tudták elkerülni a kiesést, ami az Everton elleni 2–1-es vereséggel vált véglegessé, mely során két büntetőt is kihagytak. Az évadot végül 26 ponttal fejezték be.

A Bradford City bajnoki pozícióit bemutató grafikon

2001 decemberében Jefferiest menesztették, miután a csapatkapitánnyal, McCallal az egyik edzés során vita tört ki közöttük az edzőpályán. Nicky Law lett az utódja, akivel a 15. helyen zárták az idényt. A nyár folyamán csaknem 13 millió fontos adóssággal – az ITV Digital összeomlása és Richmond „hat hetes őrülete” által – csődeljárás alá kényszerültek. A játékosokat mind elengedték, Carbone ugyanakkor lemondott fizetése nagy részéről, hogy segítse fennmaradásukat az új tulajdonosok, Julian Rhodes és Gordon Gibb vezetése alatt. A 2002–2003-as évadban végül az összes mérkőzésüket lejátszották és a 19. helyen végeztek. 2003-ban ideiglenesen Bradford City FC-re nevezték át a klubot.
A vezetőedzői feladatokat a következő szezonban az egykori angol válogatott szövetségi kapitány, Bryan Robson vette át, de irányításával 28-ból csak hét mérkőzést nyertek meg, és a 23. helyre estek vissza. Robson távozott, helyére segédje, Colin Todd került. Másodszor kerültek csődeljárás alá, Todd azonban a következő két idényben a 11. helyre vezette őket. A drukkerek nyomásának hatására és a gyenge eredmények miatt Rhodes 2007. február 12-én kirúgta Toddot, három ponttal pedig sikerült elkerülniük a kieső zónát. Wetherallt először ideiglenesen, majd az évad hátralévő részében játékos menedzsernek nevezték ki, de edzősége során kiestek a Chesterfield elleni 3–0-s vereséget követően. 2007 nyarán a volt középpályás, Stuart McCall 25 év után először tért vissza trénernek alsóbb osztályba. Azt tűzte ki célul, hogy feljussanak a bajnokságból, kétszer azonban ez a siker elmaradt, mielőtt 2010 februárjában elhagyta a klubot, a 16. helyen pozícióban voltak a harmadik ligában.
2013 januárjában a Rochdale 1962-es sikere után az angol labdarúgás negyedosztályának olyan csapata voltak, amely bejutott a Ligakupa-döntőbe, és az első olyan negyedik ligás klubbá léptek elő, amely a Wembley Stadionban játszhatott finálét. A döntőbe vezető úton három Premier League csapatot győztek le – a negyedik fordulóban büntetőkkel 4–2-re a Wigan Athletic-et, a negyeddönőben az Arsenalt 3–2-re, az elődöntő két mérkőzésén pedig összesítésben 4–3-ra az Aston Villát. A Wembley-ben megrendezett fináléban a szintén első osztályú Swansea City-vel találkoztak, de kikaptak 5–0-ra. 2013. május 18-án visszatértek a Wembley-be, ahol 3–0-ra győzték le a negyedosztályú rájátszás döntőjében a Northampton Townt, így bebiztosították helyüket a harmadik ligában a 2013–2014-es idényben. 2015. január 24-én meglepetést okoztak azzal, hogy a Premier League-et vezető csapatot, a Chelsea-t legyőzték az FA-kupában. A sikert követően 15 év után jutottak be az ötödik fordulóba. Ott legyőztek egy másik élvonalbeli csapatot, a Sunderlandet, ezáltal kvalifikálták magukat 1976 után az FA-kupa nyolcaddöntőjébe, 50 év elteltével a legnagyobb számú hazai közönségük előtt.
A 2018–2019-es szezonban az utolsó helyen végeztek, így visszaestek a negyedosztályba.
2021 decemberében a klubot megkeresték a WAGMI United néven ismert amerikai befektetők – akik kriptovalutákat és NFT-ket használtak – egy esetleges kivásárlással kapcsolatban. Az ajánlatot azonban elutasították.
2022. február 24-én Mark Hughes-t, Wales korábbi menedzserét nevezték ki a klub vezetőedzőjévé 2024 nyaráig szóló szerződéssel.

## Fordítás
Ez a szócikk részben vagy egészben  a   History of Bradford City A.F.C. című angol Wikipédia-szócikk ezen változatának fordításán alapul.  Az eredeti cikk szerkesztőit annak laptörténete sorolja fel. Ez a jelzés csupán a megfogalmazás eredetét és a szerzői jogokat jelzi, nem szolgál a cikkben szereplő információk forrásmegjelöléseként.